# 深尾昌峰
深尾 昌峰（ふかお まさたか、1974年10月 - ）は、日本の社会起業家、政策学者、社会学者。龍谷大学政策学部教授、龍谷大学副学長、株式会社PLUS SOCIAL代表取締役、京都コミュニティ放送理事長、経済財政諮問会議 専門委員・政策コメンテーター。滋賀県東近江市参与もつとめる。専門は公共政策、非営利組織論、ローカルファイナンス。

## 来歴・人物
京都府生まれ。熊本県立熊本北高等学校を経て滋賀大学卒業。卒業後は同大学院修士課程に進学。大学院在学中にきょうとNPOセンターの構想づくりに参画し、大学院を修了した1998年、特定非営利活動法人きょうとNPOセンターを立ち上げると同時に事務局長に就任。2001年には日本で初めてのNPO法人放送局京都コミュニティ放送を設立。事務局長や理事長などを歴任。2003年から2007年までは京都市市民活動総合センターの初代センター長もつとめていた。2009年公益財団法人京都地域創造基金理事長に就任。2009年12月31日付けできょうとNPOセンター事務局長を退任し、2010年より常務理事。2010年4月1日龍谷大学法学部准教授に着任。2011年4月1日から同政策学部准教授、2018年に政策学部教授。。2012年株式会社PLUS SOCIALを起業し、代表取締役に就任。非営利型株式会社として注目を集める。2016年に研究成果をもとにプラスソーシャルインベストメント株式会社を起業し、代表取締役会長に就任（2018年退任）現在、京都大学公共政策大学院と同志社大学法学部、関西学院大学大学院の講師も務めている。2022年度からは龍谷大学副学長に就任。

## 年譜
- 1974年 - 京都府にて出生
- 1998年 - 滋賀大学大学院修士課程修了
- 1998年 - きょうとNPOセンター設立・事務局長
- 2001年 - 京都コミュニティ放送設立・事務局長
- 2003年 - きょうとNPOセンター常務理事（〜2010年）
- 2003年 - 京都市市民活動総合センターセンター長
- 2003年 - 龍谷大学地域人材･公共政策開発システムオープン･リサーチ･センター研究員
- 2009年 - 公益財団法人京都地域創造基金理事長（〜2018年）
- 2010年 - 龍谷大学法学部准教授（〜2011年）
- 2011年 - 龍谷大学政策学部准教授（〜2018年）
- 2012年 - 株式会社PLUS SOCIAL起業・代表取締役
- 2016年 - プラスソーシャルインベストメント起業・代表取締役会長（2018年退任）
- 2018年 - 龍谷大学政策学部教授（現在に至る）

•2022 - 龍谷大学副学長(現在に至る)

## 著書
- 『京都発NPO最前線―自立と共生の街へ』（きょうとNPOセンター編　京都新聞社、2001年）
- 『NPO非営利セクターの時代―多様な協働の可能性をさぐる』（山岡義典・石川両一・早瀬昇編　ミネルヴァ書房、2001年）
- 『よくわかるNPO・ボランティア (やわらかアカデミズム「わかる」シリーズ) 』（川口清史・新川達郎・田尾雅夫編　ミネルヴァ書房、2003年）
- 『地域公共政策をになう人材育成―その現状と模索』（土山希美枝・大矢野修編　日本評論社、2008年）

## その他の主な役職
- 京都府参与
- 共助社会づくり懇談会（内閣府）委員（資金課題WG　主査）
- 地域づくり懇話会（総務省）委員
- 京都府NPO協働推進会議委員
- 京都府府民力推進会議委員
- 大学のまち京都推進会議　委員
- 東近江市協働推進委員会　委員長
- 京都府災害ボランティアセンター運営委員
- 京都市災害ボランティアセンター事務局長
- 宇治市男女共同参画審議会委員
- 京都市ユースサービス協会理事
- 一般財団法人日本民間公益活動連携機構（JANPIA）資金分配団体 審査会議委員長
- 大学コンソーシアム京都リエゾンオフィスコーディネーター
- 京都フィルハーモニー室内合奏団理事
- 龍谷大学Ryukoku Extension Center センター長
- 龍谷大学ユヌスソーシャルビジネスリサーチセンター 副センター長